# Chintara Sukapatana
Chintara Sukapatana (Bangkok, 22 januari 1965) is een Thaise actrice, bekend in de rol van Trinh in Good Morning, Vietnam.

Na haar rol in deze film speelde zij vooral mee in Thaissprekende films.

## Filmografie
- Bibliothèque nationale de France: cb17820129x (data)
- International Standard Name Identifier: 0000 0004 7668 1367
- Library of Congress Control Number: no2021106862
- Virtual International Authority File: 3217156497247317740008